# Gedeutereerd aceton
Gedeutereerd aceton (ook aangeduid als aceton-d6) is een gedeutereerd oplosmiddel met als brutoformule C3D6O. Het is een isotopoloog van aceton en wordt gebruikt in de NMR-spectroscopie als oplosmiddel. De stof komt bij kamertemperatuur voor als een vluchtige kleurloze vloeistof.

## Synthese
Gedeutereerd aceton kan bereid worden door de behandeling van aceton met een overmaat zwaar water, in aanwezigheid van lithiumdeuteroxide (gedeutereerd lithiumhydroxide):
{\displaystyle \mathrm {H_{3}CC({=}O)CH_{3}\ +\ D_{2}O\ {\xrightarrow {\ LiOD\ }}\ D_{3}CC({=}O)CD_{3}\ +\ 6\ HDO} }